# Eleccions presidencials del Kazakhstan de 2015
El 26 d'abril de 2015 es van celebrar al Kazakhstan eleccions presidencials anticipades per a elegir al president del país. Van ser les cinquenes eleccions presidencials celebrades i les segones sense candidats formals de l'oposició. Amb la participació més gran de la història nacional, un 95,2%, el resultat va ser una victòria per al president en funcions Nursultan Nazarbàiev de Nur Otan, que va rebre el 97,8% dels vots, la xifra més gran des de 1991, aconseguint així un cinquè mandat, mentre que el seu més pròxim contrincant, Turgyn Syzdyqov, només va rebre l'1,6% dels vots.
Encara que al principi estaven previstes per a 2016, les eleccions es van avançar un any després de les nombroses crides i suports de l'Assemblea Popular del Kazakhstan, el Parlament i els partits polítics perquè el president Nursultan Nazarbàiev donés suport a unes eleccions anticipades amb la finalitat de continuar adequadament el desenvolupament del país i evitar que se celebressin simultàniament les eleccions de mahilis, que també estaven fixades per a l'any següent. Després de la sentència del Consell Constitucional del 24 de febrer de 2015, que establia que el president té autoritat per a convocar eleccions anticipades, Nazarbàiev va signar aquest mateix dia un decret que fixava la data de les eleccions per al 26 d'abril.
Les nominacions de candidats van començar després del dia electoral establert. De tots els partits polítics registrats, només dos van prendre la decisió de participar en les eleccions presentant candidats, dels quals el president en funcions Nursultan Nazarbàiev, del Nur Otan, i Turgyn Syzdyqov, del Partit Popular Comunista del Kazakhstan, mentre que la resta dels partits progovernamentals van fer costat a Nazarbàiev, excepte l'opositor Partit Socialdemòcrata Nacional. Nombrosos autocandidats van anunciar les seves candidatures presidencials, en les quals la majoria es van retirar posteriorment o van ser rebutjades per la Comissió Electoral Central, excepte Äbilgazy Qusaiynov, president en funcions de la Federació de Sindicats del Kazakhstan, la qual cosa va deixar la competició electoral en mans de només tres candidats, la menys nombrosa de totes les eleccions del Kazakhstan.
La campanya va tenir lloc enmig d'una crisi econòmica després de l'excés de petroli de 2010 i la devaluació del ruble rus, que va afectar greument l'economia kazakh, ja que durant les eleccions es va plantejar la solució dels problemes relacionats amb l'economia del país, juntament amb la continuació de les reformes de Nazarbàiev, i els problemes socials, mediambientals i de seguretat industrial. Malgrat les diferents propostes i idees dels candidats, la majoria de les plataformes realitzades per Nazarbàiev van ser les més visibles i conegudes pel públic.
El 29 d'abril de 2015, el president Nazarbàiev va ser investit en el Palau de la Independència d'Astanà després de guanyar la candidatura a la reelecció, davant la qual l'Organització per a la Seguretat i la Cooperació a Europa va denunciar "greus deficiències i irregularitats de procediment" i que als votants se'ls van oferir poques opcions. A partir d'aquí, Nazarbàiev es va comprometre a aplicar les cinc reformes institucionals que havia proposat. Va continuar exercint el seu cinquè i últim mandat abans de dimitir finalment en 2019.